# Niklas Häggblom
Carl Niklas Johan Häggblom, född 27 mars 1965 i Lovisa, Finland, är en finlandssvensk skådespelare.

## Biografi
Häggblom är utbildad vid Teaterhögskolan i Helsingfors år 1985–1989. Han talar svenska, finska och engelska.
Niklas Häggblom spelade huvudrollen i filmen Glenn som år 2008 belönades med priset Venla för bästa TV-film i Finland. Häggblom har framförallt arbetat inom det fria teaterfältet i Helsingfors, bland annat grupper som Teater Mars och improteatern Stjärnfall. Han har också gjort en hel del TV på finska, bland annat Samaa sukua eri maata som i slutet av 90-talet blev en långkörare på MTV3. Han har också verkat som rock- och folkmusiker i bland annat grupperna Jimi Tenor & His Shamans och Hellens Hårband, samt skrivit texter och gjort musik för teater, film och TV. 

## Teater

### Roller (ej komplett)
| År   | Roll     | Produktion          | Regi         | Teater      |
| ---- | -------- | ------------------- | ------------ | ----------- |
| 2015 | Trigorin | Måsen Anton Tjechov | Åsa Salvesen | Teater Mars |